# 友谊竞技场
友誼體育館是一座位於瑞典斯德哥爾摩索爾納市的带有可闭合屋顶功能的綜合體育场。體育館的主要租戶為瑞典國家足球隊和AIK足球會。兩支球隊的前主場為Råsunda Stadium。體育場在舉辦演唱會時可容納65000人，舉行足球賽事時最高观众容量是54000人（数据来自瑞典足协官网），再舉行小型活動時更可以縮小到容納20000人。友誼體育館為北歐最大的足球場和室內體育場。

## 揭幕战

舊館場logo

新球場的國家队揭幕战是2012年11月14日，瑞典和英格兰队之间进行的國际A级友谊赛。瑞典队最终以4:2获胜，队长兹拉坦·伊布拉希莫维奇在该場比赛中还上演了著名的世纪倒勾精彩进球。

## 外部連結
- 友誼體育館（页面存档备份，存于）
- 友谊竞技场的Facebook專頁
- 瑞典足球協會（页面存档备份，存于）
- Stadium Guide Article（页面存档备份，存于）

| 前任： 奧林匹克體育場 赫爾辛基 | 歐洲女子足球國家盃 決賽場館 2013 | 繼任： 赫羅爾斯城堡球場 恩斯赫德 |
| 前任： 圣雅各布公园球场 巴塞尔 | 欧足联欧洲联赛 決賽場館 2017     | 繼任： 盧米埃爾球場 里昂         |
| 前任： 球形體育館 斯德哥爾摩   | 瑞典旋律节 決賽場館 2013         | 繼任： 2013到至今                |
| 前任： 奧林匹亞球場 赫爾辛堡   | 瑞典盃 決賽場館 2013—2014        | 繼任： 舊烏利維球場 哥德堡       |